# Ochyrocera ransfordi
Ochyrocera ransfordi là một loài nhện trong họ Ochyroceratidae. Loài này phân bố ở Samoa.